# Сорка (деревня)
Сорка — деревня в Бабаевском районе Вологодской области.
Входит в состав Санинского сельского поселения, с точки зрения административно-территориального деления — в Санинский сельсовет.
Расположена на правом берегу реки Сорка. Расстояние по автодороге до районного центра Бабаево составляет 32 км, до центра муниципального образования деревни Санинская — 6 км. Ближайшие населённые пункты — Ванда, Максимово, Талашманиха.
Население по данным переписи 2002 года — 37 человек (17 мужчин, 20 женщин). Всё население — русские.